# Sophia Kirkby
Sophia Kirkby (North Elba, 14 giugno 2001) è una slittinista statunitense.

## Biografia

### Carriera sportiva

#### Stagioni 2017-2021
Iniziò a gareggiare per la nazionale statunitense nella categoria giovani nella specialità del singolo prendendo parte alla Coppa del Mondo di categoria 2016/17 che concluse in decima posizione, mentre ai campionati mondiali juniores di Sigulda 2017 giunse ventunesima; nella classifica di Coppa dell'anno successivo terminò all'undicesimo posto della graduatoria finale; la stagione seguente passò nella classe juniores ottenendo la ventiduesima piazza in Coppa, partecipò inoltre ai campionati pacifico-americani di categoria di Calgary 2019, in cui colse la settima posizione, ed ai mondiali juniores di Innsbruck 2019, in cui giunse quattordicesima.
Nell'annata 2019/20 chiuse al nono posto in Coppa del Mondo, mentre nella rassegna iridata di Oberhof 2020 non riuscì a portare a termine la prova; la Federazione internazionale, a causa della pandemia di COVID-19 decise di annullare l'intera seguente stagione per quanto concerne le gare delle classi giovani e juniores, conseguentemente la Kirkby non partecipò ad alcuna competizione internazionale.

#### Stagioni 2022-2025

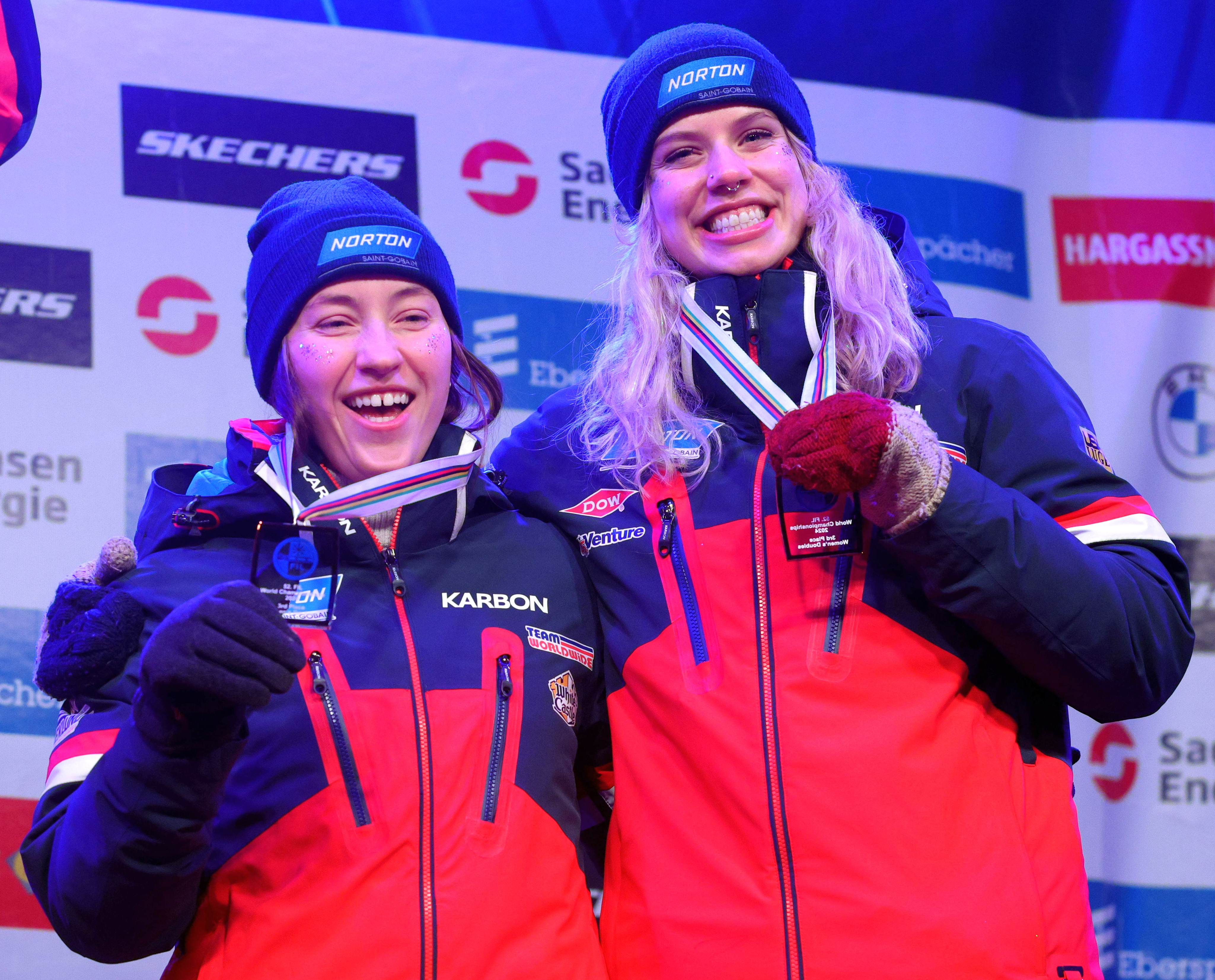
Kirkby (a sinistra) e Forgan sul podio ai mondiali di Altenberg 2024.

Nel 2021/22, abbandonata la specialità del singolo, fece il suo esordio nella categoria assoluta cimentandosi nel doppio in coppia con Chevonne Forgan, in quella che fu la stagione di debutto del doppio femminile a livello assoluto in Coppa del Mondo, che si disputò con le modalità di "gara nella gara" per atlete di qualsiasi età durante il circuito di Coppa juniores; nella prova inaugurale di La Plagne il 2 dicembre 2021 conquistò subito il suo primo podio giungendo terza ed al termine della stagione si classificò in quinta posizione nella graduatoria finale con due podi ottenuti sulle sei gare disputate; prese inoltre parte al primo campionato mondiale nella disciplina biposto di Winterberg 2022 in cui conquistò la medaglia di bronzo.
L'annata seguente ottenne un secondo posto nella tappa di Coppa a Sigulda e chiuse la classifica generale in quinta posizione, partecipò ai campionati pacifico-americani di Park City 2023 in cui giunse quarta, mentre ai mondiali di Oberhof 2023 terminò sesta sia nella prova del doppio sia in quella del doppio sprint. Anche nella stagione 2023/24 si piazzò in quinta posizione nella disciplina a coppie per il terzo anno consecutivo, vinse il titolo continentale a Whistler 2024 e conquistò la medaglia di bronzo nel doppio e quella d'argento nella prova a squadre nella rassegna iridata di Altenberg 2024, dove colse inoltre il sesto posto nella prova sprint.
La stagione successiva conquistò la sua prima vittoria in Coppa del Mondo il 30 novembre 2024 nella tappa iniziale di Lillehammer e, grazie anche agli ulteriori tre podi ottenuti sulle piste di Oberhof, di Sigulda e di Altenberg, chiuse in terza posizione nella graduatoria generale; ai campionati mondiali di Whistler 2025 giunse quinta nel doppio e quarta sia nella prova a squadre sia nella neonata specialità della staffetta mista doppio, insieme a Forgan ed ai connazionali Zachary Di Gregorio e Sean Hollander.

## Palmarès

### Mondiali
- 3 medaglie:
  - 1 argento (gara a squadre ad Altenberg 2024);
  - 2 bronzi (doppio a Winterberg 2022; doppio ad Altenberg 2024).

### Pacifico-americani
- 1 medaglia:
  - 1 oro (doppio a Whistler 2024).

### Coppa del Mondo
- Miglior piazzamento in classifica generale di Coppa del Mondo nel doppio: 3ª nel 2024/25.
- 16 podi (8 nel doppio, 1 nel doppio sprint, 1 nelle staffette miste doppio, 6 nelle gare a squadre):
  - 1 vittoria (nel doppio);
  - 4 secondi posti (2 nel doppio, 1 nel doppio sprint, 1 nelle gare a squadre);
  - 11 terzi posti (5 nel doppio, 1 nelle staffette miste doppio, 5 nelle gare a squadre).

#### Coppa del Mondo - vittorie
| Data             | Luogo       | Paese    | Disciplina                 |
| ---------------- | ----------- | -------- | -------------------------- |
| 30 novembre 2024 | Lillehammer | Norvegia | Doppio con Chevonne Forgan |

### Coppa del Mondo juniores
- Miglior piazzamento in classifica di Coppa del Mondo juniores nel singolo: 9ª nel 2019/20.

### Coppa del Mondo giovani
- Miglior piazzamento in classifica di Coppa del Mondo giovani nel singolo: 10ª nel 2016/17.